# Palácio 9 de Julho
Palácio 9 de Julho é o edifício sede da Assembleia Legislativa de São Paulo. Inaugurado em 1968, o prédio situa-se em frente ao Parque do Ibirapuera e deve seu nome a uma homenagem à data de início do movimento constitucionalista de 1932.

## Histórico
Sua inauguração ocorreu em 25 de janeiro de 1968, 414º aniversário da cidade de São Paulo. Antes disso, a Assembleia, organizada em 1835, se reuniu no Colégio dos Jesuítas, no "Casarão de João Mendes" e no Palácio das Indústrias.

## Características
O projeto de autoria dos arquitetos Adolpho Rubio Morales e Fábio Kok de Sá Moreira consiste em uma construção de linhas modernistas, de bloco único, ocupando uma área de 36 mil metros quadrados em sete pavimentos, sendo um deles o térreo, com quatro andares acima deste e dois abaixo: o monumental, e o subsolo.
A entrada principal fica em frente ao Parque Ibirapuera, dando acesso ao pavimento térreo. Outras três entradas, em cada um dos lados, oferecem acesso via rampas, a diferentes pisos: o Hall Monumental, no Andar Monumental, onde ocorrem eventos e por onde entram as autoridades em visita à Casa; a rampa de entrada dos deputados, também no Andar Monumental, mas com frente para a rua Abílio Soares; e a rampa em frente ao Comando Militar do Sudeste.
Local onde ocorrem os debates e votações, o Plenário Presidente Juscelino Kubitschek de Oliveira está localizado de forma estratégica no centro do edifício no Andar Monumental. As sessões são realizadas de segunda a sexta-feira, às 14h30. O público assiste das galerias, com acesso livre pelo 1º andar. Da entrada principal, basta tomar o elevador ou subir um lance de escadas.

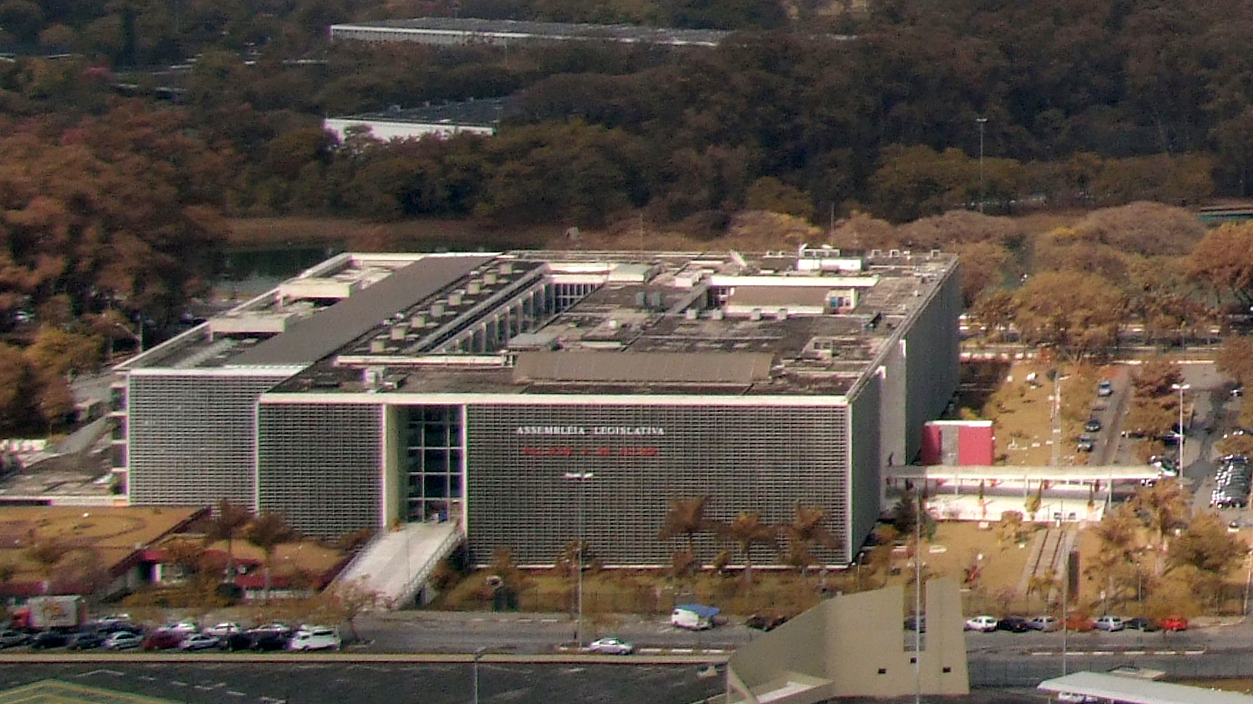
Vista aérea do Palácio
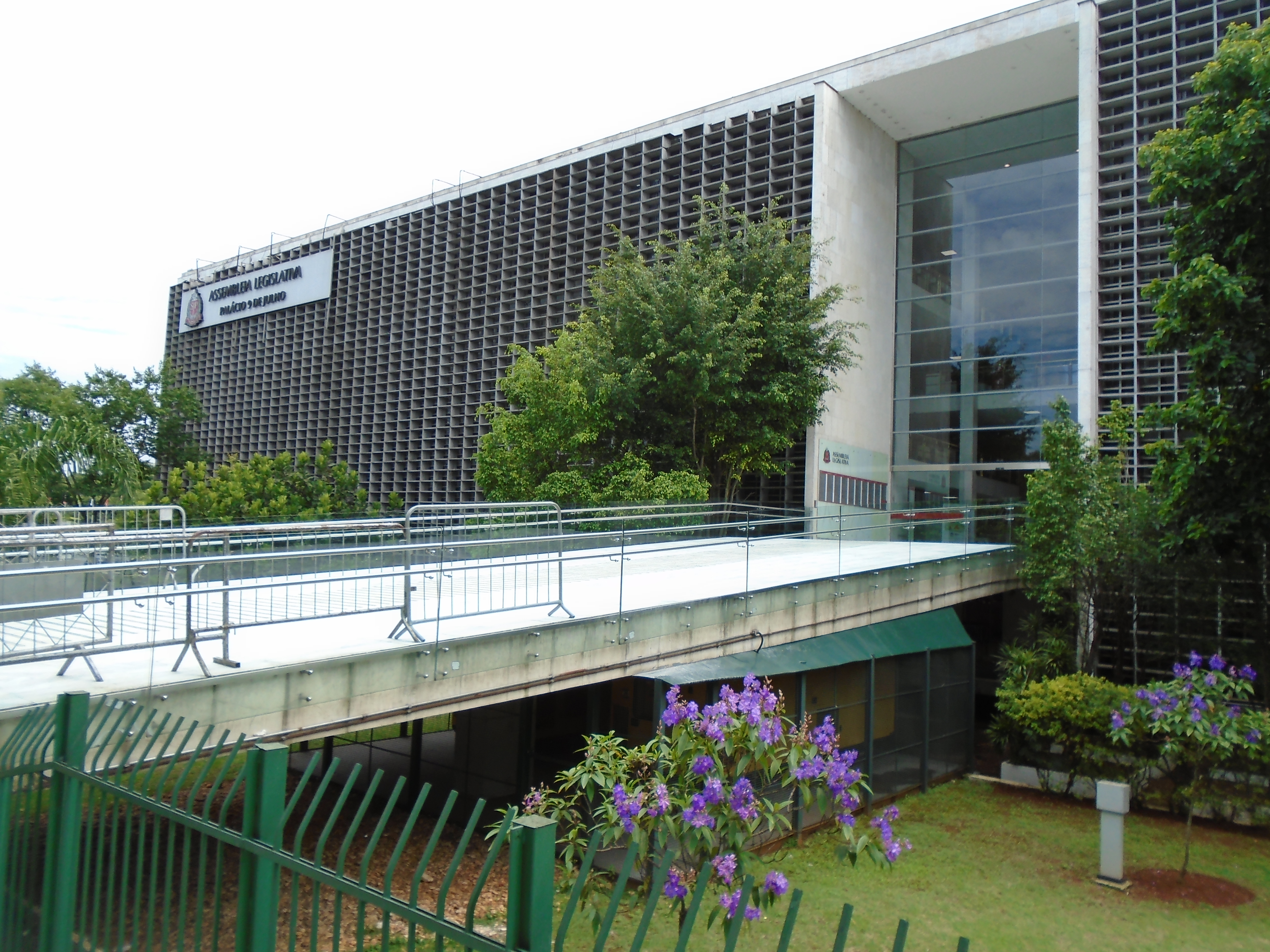
Entrada principal
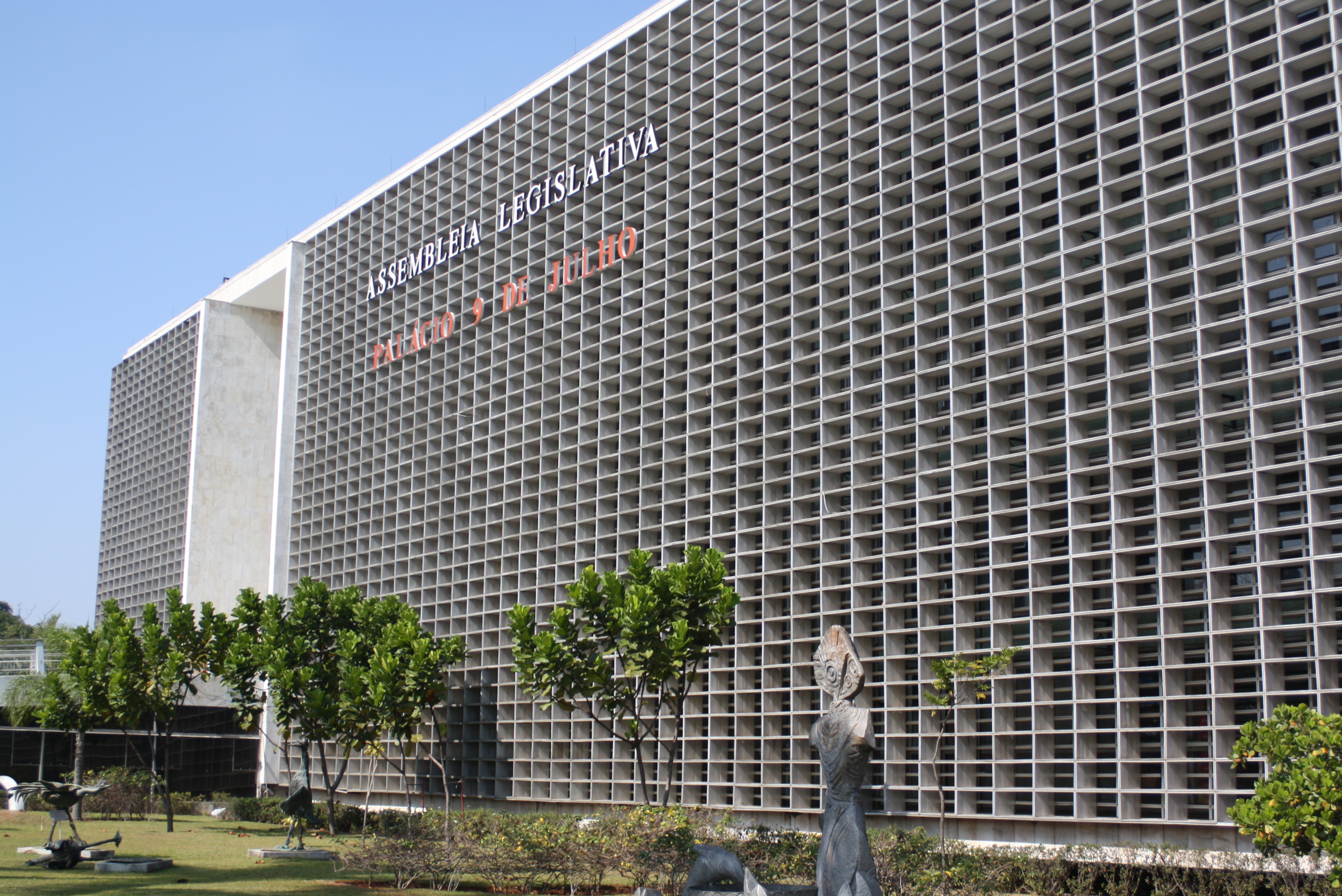
Parte frontal